# VB Vágur
VB Vágur (far. Vágs Bóltfelag) – farerski klub piłkarski, mający siedzibę w mieście Vágur, na wyspie Suðuroy, na południu kraju. Został założony w 1905, a w 2005 połączył się z SÍ Sumba w VB/Sumba.

## Historia
Chronologia nazw:
- 1905: VB Vágur
- 1994: klub rozwiązano – po fuzji z SÍ Sumba w Sumba/VB
- 1995: VB Vágur – po rozpadzie fuzji z SÍ Sumba
- 2005: klub rozwiązano – po fuzji z SÍ Sumba w VB/Sumba

Klub VB Vágur został założony w miejscowości Vágur 5 czerwca 1905 roku. W 1943 startował w rozgrywkach o mistrzostwo Wysp Owczych, gdzie w ćwierćfinale grupy Suðuroy przegrał z sąsiedzkim SB Sumba przez walkower, chociaż wygrał mecz na wyjeździe 3:0. W następnym sezonie 1945 przegrał w barażach o awans do rundy finałowej z TB Tvøroyri. W 1946 znów przegrał na poziomie regionalnym z TB Tvøroyri, który uzyskał awans z grupy południowej. W 1947 po reorganizacji systemu rozgrywek o mistrzostwo Wysp Owczych i przejściu na system ligowy, klub został zakwalifikowany do pierwszej ligi, w której zajął 5.miejsce. W 1950 zajął ostatnie 5.miejsce i spadł z Meistaradeildin, ale po roku wrócił do najwyższej klasy rozgrywek. Jednak w 1953 klub zrezygnował z rozgrywek na najwyższym szczeblu. Po trzech latach w 1956 powrócił do Meistaradeildin i grał w niej do 1959. W latach 1966–1981 przez dłuższy czas zespół występował w pierwszej lidze. W 1986 po wygraniu 2. deild wrócił do pierwszej ligi. W 1993 na rok znów spadł do drugiej ligi. W 1994 roku po zajęciu pierwszego miejsca w 2. deild, zdobył awans do 1. deild. W sezonie 1995 w celu zasilenia klub połączył się z drugoligowym SÍ Sumba i potem występował jako Sumba/VB. Po roku fuzja rozpadła się i klub wrócił do swojej nazwy. W 1996 VB Vágur kontynuował w pierwszej lidze, a SÍ Sumba rozpoczęła grę w drugiej lidze. W 2000 klub zdobył mistrzostwo kraju. W 2005 klub po raz drugi połączył się z SÍ Sumba w nowy klub VB/Sumba.

## Barwy klubowe, strój
| Czerwony | Niebieski |

Klub ma barwy czerwono-niebieskie. Zawodnicy domowe spotkania zazwyczaj grają w pasiastych pionowo czerwono-niebieskich koszulkach, niebieskich spodenkach oraz niebieskich getrach.

## Sukcesy

### Trofea międzynarodowe
| \| \| Zdobyte trofea w rozgrywkach międzynarodowych (stan na: 31-05-2006) \| |                                                                     |      |          |
| Rozgrywki                                                                    | Osiągnięcie                                                         | Razy | Sezon(y) |
| · Liga Europy · (Puchar UEFA)                                                | zdobywca                                                            | 0    |          |
| · Liga Europy · (Puchar UEFA)                                                | finalista                                                           | 0    |          |
| FIFA                                                                         | Zdobyte trofea w rozgrywkach międzynarodowych (stan na: 31-05-2006) |      |          |

### Trofea krajowe
| \| \| Zdobyte trofea w rozgrywkach Wysp Owczych (stan na: 31-12-2005) \| |                                                                 |      |                              |
| Rozgrywki                                                                | Osiągnięcie                                                     | Razy | Sezon(y)                     |
| Mistrzostwo                                                              | I miejsce                                                       | 1    | 2000                         |
| Mistrzostwo                                                              | II miejsce                                                      | 1    | 1946                         |
| Mistrzostwo                                                              | III miejsce                                                     | 5    | 1957, 1958, 1970, 1977, 1978 |
| Puchar                                                                   | zdobywca                                                        | 1    | 1974                         |
| Puchar                                                                   | finalista                                                       | 3    | 1956, 1977, 1997             |
| II liga                                                                  | I miejsce                                                       | 3    | 1964, 1986, 1994             |
| II liga                                                                  | II miejsce                                                      | ?    |                              |
| II liga                                                                  | III miejsce                                                     | ?    |                              |
| Wyspy Owcze                                                              | Zdobyte trofea w rozgrywkach Wysp Owczych (stan na: 31-12-2005) |      |                              |

## Poszczególne sezony

### Rozgrywki międzynarodowe

#### Europejskie puchary
Legenda do wszystkich tabel:
- Q – runda eliminacyjna, 1/16, 1/8, 1/4, 1/2 – odpowiednia faza rozgrywek, Grupa – runda grupowa, 1r gr – pierwsza runda grupowa, 2r gr – druga runda grupowa, F – finał, R – runda, PO – play-off
- k. – rzuty karne, los. – losowanie, Dogr. – dogrywka, w. – zasada bramek strzelonych na wyjeździe

| Sezon   | Rozgrywki        | Runda | Klub           | Dom | Wyjazd | Ogólnie |
| ------- | ---------------- | ----- | -------------- | --- | ------ | ------- |
| 1998    | Puchar Intertoto | 1R    | Zbrojovka Brno | 0–3 | 1–3    | 1–6     |
| 2001/02 | Liga Mistrzów    | 1Q    | Sławija Mozyrz | 0–0 | 0–5    | 0–5     |

### Rozgrywki krajowe
| \| Wyspy Owcze \| Bilans występów klubu w rozgrywkach piłkarskich Wysp Owczych (Stan na 31 grudnia 2005 r.) \| \| |                                                                                           |        |       |   |   |   |    |    |     |                                                             |        |        |      |
| Poziom | Rozgrywki                                                                                 | Sezony | Mecze | Z | R | P | B+ | B– | Pkt | Lata                                                        | Awanse | Spadki | Naj. |
| I | Meistaradeildin1. deild                                                                   | 41     |       |   |   |   |    |    |     | 1943–1950, 1952, 1956–1959, 1966–1981, 1987–1993, 1996–2004 | 0      | 5      | 1    |
| II | 2. deild                                                                                  | ?      |       |   |   |   |    |    |     | 1951, 1953–1955, 1960–1965, 1982–1986, 1994                 | 5      | 0      | 1    |
| III | 3. deild                                                                                  | 0      |       |   |   |   |    |    |     |                                                             |        |        |      |
| | Puchar Wysp Owczych                                                                       |        |       |   |   |   |    |    |     | 1955–2005                                                   | 0      | 0      | 1    |
| Wyspy Owcze | Bilans występów klubu w rozgrywkach piłkarskich Wysp Owczych (Stan na 31 grudnia 2005 r.) |        |       |   |   |   |    |    |     |                                                             |        |        |      |

## Piłkarze, trenerzy, prezydenci i właściciele klubu

### Trenerzy
- 1996:  Tomislav Sivić
- 1998–2001:  Krzysztof Popczyński

## Struktura klubu

### Stadion
Klub piłkarski rozgrywał swoje mecze domowe na Vesturi á Eidinum w Vágurze, który może pomieścić 3000 widzów.

## Kibice i rywalizacja z innymi klubami

### Rywalizacja
Największymi rywalami klubu są inne zespoły z miasta oraz okolic.

### Derby
- SÍ Sumba
- TB Tvøroyri